# HMS Pioneer (R76)
HMS Pioneer (R76) là một tàu sân bay thuộc lớp Colossus của Hải quân Hoàng gia Anh. Được hoàn thành và đưa ra hoạt động khi Chiến tranh Thế giới thứ hai sắp kết thúc, HMS Pioneer chỉ tham gia những hoạt động hạn chế trong cuộc chiến này. Sau chiến tranh, nó phục vụ chủ yếu như một tàu vận chuyển trước khi được cho ngừng hoạt động vào năm 1954 và bị tháo dỡ cùng năm.

## Thiết kế và chế tạo
Pioneer được đặt lườn bởi hãng đóng tàu Vickers tại Barrow-in-Furness vào ngày 2 tháng 12 năm 1942. Lớp Colossus được dự tính để đáp ứng vấn đề thiếu hụt tàu sân bay, và thiết kế được dựa trên lớp Illustrious, nhưng được cải tiến để có thể chế tạo nhanh tại các xưởng đóng tàu thương mại. Ban đầu nó được đặt tên là Ethalion, rồi sau đó là Mars. Pioneer đã không hoàn tất theo thiết kế nguyên thủy ban đầu; sự thành công của chiếc tàu sân bay bảo trì máy bay Unicorn đã đưa đến việc cải tiến thiết kế của nó thành một tàu sân bay loại này, vốn không có máy phóng máy bay hay sàn đáp bọc thép. Chiếc tàu sân bay được hạ thủy vào ngày 20 tháng 5 năm 1944.

## Lịch sử hoạt động
Sau khi được đưa vào hoạt động ngày 8 tháng 2 năm 1945, Pioneer hoạt động tại khu vực chiến trường Tây Thái Bình Dương trong những tháng cuối cùng của Chiến tranh Thế giới thứ hai. Nó đang ở tại Manila khi lực lượng Nhật Bản tại đây đầu hàng lực lượng Anh. Sau cuộc đầu hàng, Pioneer thu thập những máy bay không cần dùng dọc theo bờ biển Australia và quay trở về Anh Quốc. Từ năm 1946, nó được đưa về lực lượng dự bị, và ở lại đó trong bảy năm. Đến năm 1953, Pioneer được cho tái hoạt động và phục vụ như một tàu vận chuyển máy bay. Tuy nhiên, cuộc đời phục vụ tiếp theo tỏ ra ngắn ngủi, khi nó được cho ngừng hoạt động vào tháng 9 năm 1954, và được tháo dỡ tại Inverkeithing cùng năm đó.